# Куерини
Куерини (на италиански: Querini) е стара венецианска фамилия от патрицианско потекло. Предполага се, че произхожда или от Ераклеа, или от Читанова, изселва се впоследствие първоначално на остров Торчело във Венецианската лагуна, а след това в Риалто, Венеция.
Много богата и влиятелна фамилия, която обаче въпреки това не излъчва от представителите си нито един дож за цялата история на Републиката. Причината за това е, че през 1310 г. няколко нейни членове взимат участие в заговора на Баджамонте Тиеполо срещу дожа Пиетро Градениго и след неуспеха на заговора са изпратени на заточение и завинаги лишени от възможността да бъдат избрани на този пост. Все пак една от представителките на Куерини, Елизабета, се омъжва за дожа Силвестро Валиеро. Много от представителите на Куерини стават посланици, генерали, прелати.
Родът се разделя на няколко клона. През 1413 г. Куерини купуват остров Стампалия (днес Астипалея, един от Додеканезите) затова прибавят към името си и тази добавка и започват да се наричат Куерини Стампалия.

## Известни представители
- Джовани Куерини Стампалия – филантроп, последният представител на рода